# Antiblemma perornata
Antiblemma perornata là một loài bướm đêm trong họ Erebidae.